# Dispersione rotatoria
La dispersione rotatoria consiste nel fenomeno della variazione del potere rotatorio, osservato per una sostanza otticamente attiva, in seguito al variare della lunghezza d'onda della luce polarizzata incidente.
Questo effetto è essenzialmente legato alla variazione dell'estinzione molare con la lunghezza d'onda. Indicando con α il potere rotatorio, con λ e λ0 rispettivamente il valore della lunghezza d'onda in oggetto e quello della lunghezza d'onda relativa al massimo assorbimento di luce, la dispersione rotatoria normale viene definita dalla relazione
{\displaystyle \alpha ={\frac {K}{\lambda ^{2}-\lambda _{0}{^{2}}}}}
dove K è una costante.
Nelle vicinanze del massimo di assorbimento, con λ che si differenzia di poche decine di nanometri da λ0, l'andamento del potere rotatorio in funzione della lunghezza d'onda subisce una variazione del tutto particolare: in vicinanza del picco di assorbimento, all'aumentare di λ, il potere rotatorio tende a diminuire fino a raggiungere il valore minimo per poi aumentare fino a cambiare di segno e raggiungere un valore massimo, proseguendo poi a diminuire in modo normale. L'inversione del segno dell'angolo di rotazione della luce polarizzata costituisce l'effetto Cotton, mentre λ0 rappresenta il punto di flesso della curva delimitata dal punto di minimo e da quello di massimo.
L'effetto Cotton può essere positivo o negativo; viene definito positivo quando la sostanza si comporta in modo destrogiro a valori di λ inferiori a λ0, mentre diventa levogira a valori superiori di lunghezza d'onda. La situazione opposta si osserva per l'effetto Cotton negativo. Oltre all'effetto del differente assorbimento di radiazione elettromagnetica, già peraltro considerato, per comprendere in pieno il fenomeno della dispersione rotatoria è necessario considerare il diverso indice di rifrazione delle componenti destrogira e levogira del raggio linearmente polarizzato.
La dispersione rotatoria viene sfruttata in chimica per lo studio della struttura dei composti otticamente attivi.